# Баймашкіно
Байма́шкіно (рос. Баймашкино, чув. Сĕренкасси) — село у Чувашії Російської Федерації, у складі Акчикасинського сільського поселення Красночетайського району.
Населення — 383 особи (2010; 443 в 2002, 632 в 1979, 816 в 1939, 813 в 1926, 668 в 1897, 345 в 1859).
Національний склад (2002):
- чуваші — 100 %

## Історія
Історична назва — Бай-Машкіна. До 1863 року селяни мали статус удільних, займались землеробством, тваринництвом, бондарством, ковальством, слюсарством, виробництвом коліс, взуття та одягу. Діяла церква Святого Миколая Чудотворця (1900–1930). 1896 року відкрито церковнопарафіяльну школу. На початку 20 століття діяло 4 вітряки, 2 шерстобійки, майстерня з виготовлення кулей. 1929 року створено колгосп «Прогрес». До 1918 року село входило до складу Курмиської волості, до 1920 року — Красночетаївської волості Курмиського, до 1927 року — Ядринського повітів. З переходом на райони 1927 року — спочатку у складі Красночетайського, у період 1962–1965 років — у складі Шумерлинського, після чого знову передане до складу Красночетайського району.

## Господарство
У селі діють школа-дитячий садок, фельдшерсько-акушерський пункт, клуб, бібліотека, 2 магазини.